# Kmen Kayı

Tamga (pečeť) kmene Kayı

Kmen Kayı nebo Kai (turecky: Kayı boyu) byli oghuzko-turkičtí lidé, kteří byli součástí Oghuzské kmenové federace. V 11. století se jako vůdce kmene uváděl Mahmud al-Kashgari a byl oslovován jako kayı. Slovo kayı znamená „ten, který má sílu a moc díky vztahu”.
Tento kmen hrál prominentní roli v historii Kavkazu a dnes je jejich řeč považována za jeden z pěti dialektů Kumyků, který byl po deset století (10.–19.) používán v severním Kavkazu. Knížectví tohoto kmene bylo přední součástí Gazimukh Shamkhalate, státě na západě Kaspického moře, který se zde v různých formách nacházel od 8. až do 19. století. Kmenové oblečení bylo vytlačeno Sovětskou vládou; lid se lišil pouze uměním a řemeslnou zručností.
Podle osmanských tradic a pověstí, byl zakladatel Osmanské dynastie Osman I. potomkem z kmene Kayı. Toto tvrzení je pro současné historiky vážnou otázkou. Jediná zmínka o tom, že Osmané byli potomky kmene Kayı pochází z 15. století, což je více než sto let od života Osmana I. Významným poznatkem je pro historiky to, že nepochází žádné dokumenty o tomto příbuzenství z dřívější doby a tak je možné, že to byl pouze výmysl z pozdější doby.